# Кагарлыкский район
Кагарлы́кский райо́н (укр. Кагарли́цький райо́н) — упразднённая административная единица в центре Киевской области Украины. Административный центр — город Кагарлык.

## География
Площадь — 925,62 км².
Основные реки — Днепр, Гороховатка.
Район граничит на севере с Обуховским и Бориспольским (по акватории Каневского водохранилища), на юге — с Ракитнянским, на западе — с Белоцерковским, на востоке и юго-востоке — с Мироновским районами Киевской области.

## История
Район образован в 1918 г.
Около села Балыко-Щукинка находился один из первых плацдармов при форсировании Днепра Советской Армией в 1943 году.
17 июля 2020 года в результате административно-территориальной реформы район вошёл в состав Обуховского района.

## Демография
Население района составляет 33 335 человек (данные 2017 г.), в том числе в городских условиях проживают 13 802 человека. Всего насчитывается 50 населённых пунктов.

## Административное устройство
Количество советов:
- городских — 1
- сельских — 30

Количество населённых пунктов:
- городов районного значения — 1
- сёл — 49

## Населённые пункты
Список населённых пунктов района, упорядоченный по алфавиту, находится внизу страницы
| - Кагарлыкский городской совет город Кагарлык - Балыко-Щучинский сельский совет село Балыко-Щучинка село Ульяники - Бендюговский сельский совет село Бендюговка - Буртовский сельский совет село Бурты село Очеретяное - Великоприцковский сельский совет село Великие Прицки село Дибровка село Петровское - Гороховский сельский совет село Гороховое село Петровское - Гороховатский сельский совет село Гороховатка село Ивановка село Тарасовка - Гребеневский сельский совет село Гребени село Юшки - Демовщинский сельский совет село Демовщина село Орехово - Жовтневый сельский совет село Зелёный Яр - Зикрачевский сельский совет село Зикрачи - Кадомский сельский совет село Кадомка село Зоревка село Калиновка - Кузьминецкий сельский совет село Кузьминцы село Паникарча - Леоновский сельский совет село Леоновка село Антоновка | - Липовецкий сельский совет село Липовец - Лещинский сельский совет село Лещинка село Расавка село Терновка - Мировский сельский совет село Мировка - Новосёлковский сельский совет село Новосёлки - Переселенский сельский совет село Переселение - Певецкий сельский совет село Певцы село Онацки - Расавский сельский совет село Расавка - Слободской сельский совет село Слобода - Ставовский сельский совет село Ставы - Стайковский сельский совет село Стайки - Стретовский сельский совет село Стретовка - Сущанский сельский совет село Сущаны - Халчанский сельский совет село Халча село Вороновка село Петровское - Черняховский сельский совет село Черняхов - Шпендовский сельский совет село Шпендовка - Шубовский сельский совет село Шубовка село Землянка - Яблоновский сельский совет село Яблоновка |

## Известные уроженцы
В районе родились:
- Бащенко, Александр Петрович (1913—1944) — Герой Советского Союза.
- Короленко, Иосиф Федосеевич (1902—1978) — советский военный деятель, Генерал-майор артиллерии (1944 год).
- Литвин, Василий Степанович (род. 1941) — заслуженный артист Украины, народный артист Украины.
- Лынник, Василий Антонович (1918—1993) — лишённый звания Героя Советского Союза.
- Рябокляч, Иван Афанасьевич (1914—1999) — украинский советский писатель.

### Археологические объекты
- Чучин (город)